# Clapham Park

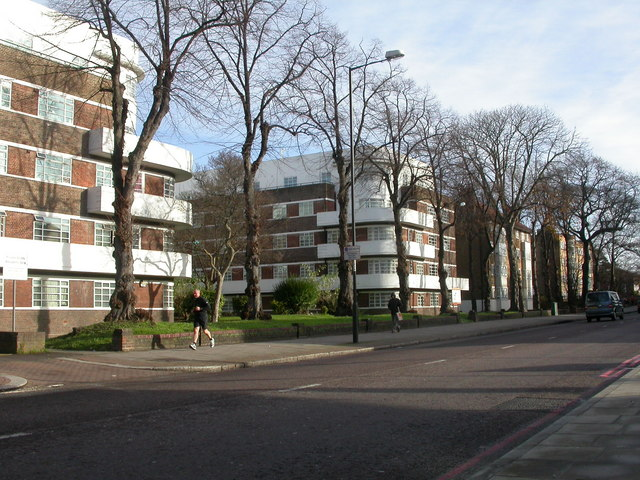
Oaklands Estate à Clapham Park.

Clapham Park est un quartier du sud de Londres dans le borough de Lambeth à l'ouest de Brixton et au sud du quartier de Clapham.

## Histoire
À l'origine, Clapham Park Estate est un lotissement immobilier construit par Thomas Cubitt, qui avait acheté 229 acres (0.93 km2) de la Bleak Hall Farm en 1825, et prévu des terrains pour construire autour de rues nouvellement tracées larges et ombragées d'arbres en trois rangées de Kings Avenue, Clarence Avenue, Poynders Road et Atkins Road. Le domaine est prévu pour de grandes maisons détachées de style italianisant comme la villa de Cubitt. Cependant les ambitions de Cubitt ne sont pas remplies et certains lots ne sont pas encore construits avant le déclenchement de la Première Guerre mondiale. La propre maison de Cubitt, Lincoln House, est démolie en 1905, et Rodenhurst Road, une rue faite de maisons édouardiennes, à doubles frontons, est construite. L'homme d'État Arthur Henderson y a habité au numéro 13. Une plaque bleue en rappelle le souvenir.

## Édifices
- Église catholique Saint-Bède

## Source de la traduction
- (en) Cet article est partiellement ou en totalité issu de l’article de Wikipédia en anglais intitulé « Clapham Park » (voir la liste des auteurs).